# ريكاردو مونيز
ريكاردو مونيز (بالهولندية: Ricardo Moniz)‏ هو مدرب كرة قدم ولاعب كرة قدم هولندي في مركز الوسط، ولد في 17 يونيو 1964 في روتردام في هولندا. لعب مع آر كي سي فالفيك وإف سي آيندهوفن ونادي ريد بل سالزبورغ ونادي هارلم وهيلموند سبورت.

## وصلات خارجية
- ريكاردو مونيز على موقع قاعدة بيانات كرة القدم.إي يو (الإنجليزية)
- ريكاردو مونيز على موقع Soccerway.com (الإنجليزية)
- ريكاردو مونيز على موقع عالم كرة القدم.نت (الإنجليزية)